# Комаров, Владимир Семёнович
Влади́мир Семёнович Комаро́в (29 января 1923, д. Княжицы, Могилёвский район, БССР — 15 апреля 2018, Минск) — советский хозяйственный, государственный и политический деятель, доктор химических наук, профессор, академик Национальной академии наук Беларуси.

## Биография
Родился в 1923 году в Княжицах. Окончил школу в 1941 году. Член КПСС.
Участник Великой Отечественной войны. В начале войны не попал на фронт из-за несовершеннолетия. Выпускник химического факультета Белорусского государственного университета. С 1952 года — на хозяйственной, общественной и политической работе. В 1952—1964 гг. — научный сотрудник АН БССР, c 1964 г. — заместитель директора, с 1966 г. — заведующий лабораторией, с 1966 (согласно другим источникам, с 1969) по 1993 г. — директор Института общей и неорганической химии, академик-секретарь Отделения химических и геологических наук, главный научный сотрудник Института общей и неорганической химии Национальной академии наук Беларуси.
Умер в Минске 15 апреля 2018 год.